# Le tunnel
|  | Se også Tunnelen (film fra 1933) og Tunnelen (film fra 1935). |
Le tunnel er en fransk/tysk science fiction-film fra 1933 instrueret af Kurt Bernhardt. Filmen er baseret på romanen Der Tunnel skrevet af Bernhard Kellermann i 1913. Der blev optaget en tysksproget udgave af filmen samtidig med den franske film med samme filmhold og tyske skuespillere. Samme roman blev også filmatiseret i Storbritannien to år senere.
Filmen handler om konstruktionen af en enorm tunnel under Atlanterhavet til at forbinde Europa og Amerika.

## Handling
En ingeniør ansættes til at planlægge og overvåge konstruktionen af en tunnel mellem Europa og USA. Imidlertid er der stærke interesser, der ikke ønsker tunnelen anlagt, og som bruger alle midler, herunder sabotage og mord, for at forhindre konstruktionen af tunnelen.

## Medvirkende
- Jean Gabin - Mac Allan
- Madeleine Renaud - Mary Allan
- Robert Le Vigan - Brooce, forbryder
- Edmond Van Daële - Arbejdsformand
- Gustaf Gründgens - Hr. Woolf, direktør for tunnelsyndikatet
- Pierre Nay - Hobby
- André Nox - Hr. Lloyd, finansmand
- Raymonde Allain - Ethel Lloyd
- André Bertic - Gordon